# 2023 год в литературе

## События

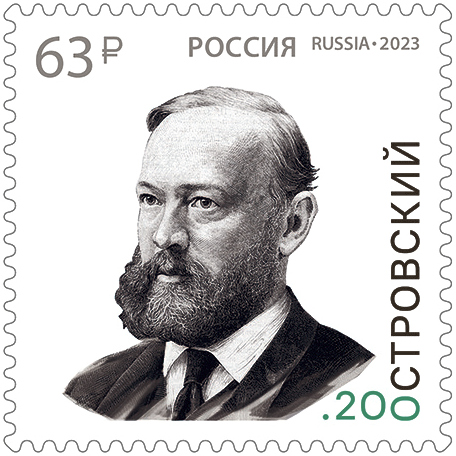
200-летие со дня рождения А. Н. Островского (1823—1886), русского драматурга. Почта России

- В соответствии с указом Президента[1] 200-летие русского драматурга, переводчика Александра Николаевича Островского отметили на государственном уровне: в Санкт-Петербурге[2], в Костроме[3], в Душанбе[4] и в других городах[5].
- В России учредили Международную литературную премию имени Юрия Левитанского. В составе жюри премии известные российские писатели, драматурги, поэты: Вадим Месяц, Владислав Маленко, Родион Белецкий, Фарит Нагимов, Герман Власов и др[6][7].
- В России учредили Национальную премию в области детской и подростковой литературы[8].
- В России учредили новую книжную премию «Главкнига», которую буду вручать вместо премии «Национальный бестселлер»[9][10]. В жюри вошли Алексей Варламов, Егор Кончаловский, Андрей Геласимов, Стас Намин, Михаил Хохлов[11].
- В России создано Содружество литературных фестивалей[12].
- В Петербурге вышел российско-сербский поэтический сборник «Дружба». Произведения представлены на русском и сербском языках. Молодёжный союз писателей (МСП) и Союз писателей Сербии договорились о проведении ежегодно одноимённого фестиваля поэзии[13].
- В Государственном музее истории российской литературы имени В. И. Даля открылась выставка «Михаил Пришвин: Главная книга», приуроченная к 150-летию русского писателя Михаила Михайловича Пришвина[14].
- На книжном фестивале «Красная площадь» в рамках конкурса «Лучшие книги 2022 года» Ассоциация книгоиздателей России присудило гран-при издательству «Рубеж» (Владивосток) за выпуск Полного собрания сочинений Владимира Арсеньева[15].
- Факультет журналистики МГУ открыл на ВДНХ цикл лекций «Литературные среды». Первая лекция посвящена творчеству Михаила Булгакова и Максимилиана Волошина[16].
- В Оренбурге вышла книга комиксов по афоризмам Виктора Черномырдина[17].
- Автор первого перевода на русский язык романа Джона Рональда Руэла Толкина «Властелин колец» советский и российский переводчик, лингвист, кандидат филологических наук Александр Грузберг получил Строгановскую премию, «за многолетнюю просветительскую и педагогическую деятельность, активное участие в литературной и книгоиздательской жизни города на Каме, за открытие для российского читателя популярных зарубежных авторов»[18].
- В Санкт-Петербурге прошла выставка, посвящённая 100-летнему юбилею повести-феерии Александра Грина «Алые паруса». Среди экспонатов — редкие издания с гравюрами художника Владимира Козлинского[19].
- В республике Тыва прошёл I Международный фестиваль молодых писателей Тувы[20].
- В столице Малайзии прошла презентация повести Николая Гоголя «Тарас Бульба» на малайском языке в переводе востоковеда, историка, лексикографа Виктора Погадаева[21].
- В Узбекистане перевели на узбекский язык цикл рассказов Ивана Бунина «Тёмные аллеи»[22].
- В Ереване представили трёхтомную антологию современной российской прозы и поэзии на армянском языке[23].
- В Махачкале открылась выставка в честь 100-летия народного поэта Расула Гамзатова[24].
- В столице Эквадора состоялся форум в рамках интернациональной программы «Пушкин без границ»[25].
- К 225-летию Александра Пушкина в Словакии открыли памятник русскогому поэту[26].
- В Мельбурне состоялось мероприятие, посвящённое творчеству русского поэта Фёдора Тютчева[27].
- Известную поэтическую сказку Петра Ершова «Конёк-Горбунок» переиздадут в США на английском языке к 190-летию произведения[28].
- Колумбийский доктор физико-математических наук Густаво Самбрано Ромеро перевёл роман Ивана Тургенева «Накануне» на испанский язык[29].
- В Словакии перевели на словацкий язык книгу Андрея Белого «Две симфонии»[30].
- В Аргентине в испанском переводе представили книгу Юлиана Семёнова «Экспансия» о советском разведчике Исаеве—Штирлице[31].
- В конце года издательство Hodder & Stoughton выпустит роман-триллер «Смертельная игра» британского актёра Майкла Кейна[32].
- 6 мая в свет начинают выходить стихи Василия Чацкого

### Мероприятия
- 23 января — в столице Словакии открылась выставка «Личность. Творчество. Жизнь», приуроченная к юбилею серии книг «Жизнь замечательных людей»[33].
- 27—29 января — в Государственном литературно-мемориальном музее-заповеднике А. П. Чехова прошёл XIII Международный конкурс чтецких работ имени Чехова[34].
- 5 февраля — День Рунеберга (вручение ежегодной литературной премии).
- 21 марта — Всемирный день поэзии.
- 22 марта — 22 апреля — Научно-просветительский фестиваль «Наш Островский» в Петербурге[35].
- 25 марта — 2 апреля — Российская государственная детская библиотека провела мероприятие Неделя детской книги[36].
- 13—14 апреля — Первый Международный форум молодых переводчиков (Москва)[37].
- 23 апреля — Всемирный день книг и авторского права.
- 2 мая — стартовал поэтический марафон «ПоэZия русского лета»[38].
- 25 мая — 25 августа — XIV Международный конкурс молодых переводчиков[39].
- 27—28 мая — XII «Всеросийская международная акция Библионочь»[40][41].
- 18—24 июня — в Доме творчества писателей «Переделкино» прошла первая «Школа молодого переводчика»: Россия — Венгрия — Казахстан[42].
- 10 июля — в Цифровом деловом пространстве прошла презентация фестиваля современной литературы «ЛетЛитФест». Фестиваль планируют провести 5 августа в парке Музеон[43].
- 11—13 июля — в Музее-усадьбе И. Е. Репина «Здравнёво» открылась выставка «Усадебная культура в творчестве Л. Н. Толстого и И. Е. Репина»[44].

#### Книжные ярмарки/фестивали
- 24 января — 6 февраля — Каирская международная книжная ярмарка[45].
- 30 января — 5 февраля — Тайваньская международная книжная выставка[вд].
- 3—13 февраля — 31-я Гаванская международная книжная ярмарка[вд].
- 17—19 февраля — VI «Книжный маяк Санкт-Петербурга» — интеллектуальный праздник для читающих петербуржцев и рускоязычных жителей интернета[46].
- 23—26 февраля — Вильнюсская международная книжная ярмарка[вд].
- 28 февраля — 13 марта — Калькуттская международная книжная ярмарка[вд][47].
- 3—5 марта — «Сибирская Атлантида». Фестиваль женской книги в Бердске[48].
- 6—9 марта — 60-я Болонская детская книжная ярмарка[49].
- 10—12 марта — Иркутский V Международный фестиваль книжной культуры «Книгамарт-2023»[50].
- 21—23 марта — V Окружной фестиваль Ямальской книги[51].
- 22 марта — 30-я Минская международная книжная выставка-ярмарка[вд][52].
- 6—9 апреля — Международная ярмарка интеллектуальной литературы non/fictioNвесна[53].
- 18—20 апреля — Лондонская книжная ярмарка[англ.].
- 18—23 апреля — Псковская XVIII Международный книжный форум «Русский Запад»[54].
- 19—23 апреля — Евразийская международная книжная выставка-ярмарка «Eurasian Book Fair»[55].
- 21—23 апреля — Парижский книжный салон[вд].
- 27—30 апреля — Лейпцигская книжная ярмарка.
- 10—20 мая — 34-я Тегеранская международная книжная ярмарка. Россию представляли Павел Басинский, Евгений Водолазкин, Платон Беседин и др[56].
- 18—21 мая — XVIII Санкт-Петербургский международный книжный салон[57].
- 19—21 мая — «Книжный мир». Ярмарка в Улан-Баторе (Ulaanbaatar Book Fair)[58].
- 22—28 мая — Международная книжная выставка-ярмарка в Абу-Даби[59].
- 25—28 мая — Тбилисская международная книжная ярмарка[60].
- 25—27 мая — VI Ереванский книжный фестиваль[61].
- 26—28 мая — 38-й Литературно-фольклорный праздник «Шолоховская весна»[62].
- 2—6 июня — IX книжный фестиваль «Красная площадь»[63].
- 14—18 июня — Международная книжная ярмарка в Сеуле (Seoul Int’l Book Fair)[64].
- 15—18 июня — 29-я Пекинская международная книжная ярмарка[вд][65].
- 25—27 июня — Литературный фестиваль «Белый июнь» в Архангельске, гостями которого стали Анастасия Строкина, Екатерина Манойло, Вера Богданова, Михаил Елизаров и др[66].
- 6—9 июля — Фестиваль искусств «Горький +», посвящённый 155-летию со дня рождения Максима Горького в Нижнем Новгороде. Арт-директор фестиваля — народный артист России Евгений Миронов[67].
- 19—25 июля — Гонконгская книжная ярмарка[англ.][68].
- 21—23 июля — книжный фестиваль «Читай — Отдыхай!» в Иванове. Запланированы встречи с Владимиром Вишневским, Екатериной Манойло, Эдуардом Веркиным, Тимом Скоренко, Александром Рукавишниковым и др[69].
- 4—7 августа — Одесская международная книжная выставка-ярмарка «Зелёная волна».
- 18—20 августа — книжный фестиваль «Китоврас» во Владимире[70].
- 30 августа — 3 сентября — 36-я Московская международная книжная выставка-ярмарка (ММКЯ)[71].
- 30 августа — первая Московская международная детская книжная ярмарка[72].
- 2—3 сентября — 11-й Международный яблочно-книжный фестиваль «Антоновские яблоки» в Коломне[73].
- 6—8 сентября — «Книга Душанбе». 11-я Международная книжная ярмарка.
- 15—17 сентября — «Берег». 6-й Книжный фестиваль в Благовещенске[74].
- 29 сентября — 1 октября — Фестиваль «Литература Тихоокеанской России» (ЛиТР) во Владивостоке[75].
- 29 сентября — 1 октября — Международная книжная ярмарка в Турку[76].
- 4—8 октября — IX Бакинская Международная книжная выставка-ярмарка[77].
- 6—8 октября — Ханойская международная книжная ярмарка (The Hanoi Book Fair)[78].
- 18—22 октября — 75-я Франкфуртская книжная ярмарка.
- 22—29 октября — Белградская книжная ярмарка[англ.]
- октябрь — Международная книжная ярмарка-фестиваль «Волжская волна» в Саратове.
- октябрь — Международная книжная выставка-ярмарка и научная конференция печатной продукции «Книга — путь к сотрудничеству и развитию» в столице Туркменистана.
- 26—29 октября — Хельсинкская книжная ярмарка.
- 1—3 ноября — IV Ташкентская международная книжная выставка-ярмарка «Tashkent Book Fest — 2023».
- 1—12 ноября — Международная книжная ярмарка в Шардже (Sharjah International Book Fair)[79].
- 22—24 ноября — XI Казахстанская международная книжная и полиграфическая выставка «По Великому Шёлковому пути»[80].
- 30 ноября — 3 декабря — 25-я Международная ярмарка интеллектуальной литературы Non/fictio№.

### Юбилеи
- 1 января — 200-летие со дня рождения Шандора Петёфи, национального поэта Венгрии.
- 3 января — 100-летие со дня смерти Ярослава Гашека, чешского писателя-сатирика, журналиста.
- 9 января — 100-летие со дня смерти Кэтрин Мэнсфилд, новозеландской и английской писательницы.
- 14 января — 100-летие со дня рождения Юрия Коринца, советского детского писателя, поэта и переводчика.
- 18 января — 150-летие со дня рождения Хаима Нахмана Бялик, еврейского поэта и прозаика.
- 20 января — 150-летие со дня рождения Йоханнеса Вильгельма Йенсена
- 31 января — 100-летие со дня рождения Нормана Мейлера, датского писателя и поэта.
- 4 февраля — 150-летие со дня рождения Михаила Пришвина, русского и советского прозаика, поэта и публициста.
- 7 февраля — 200-летие со дня смерти Анны Радклиф, английской писательницы.
- 8 февраля — 100-летие со дня рождения Эвалда Вилкса, латышского писателя.
- 9 февраля — 100-летие со дня рождения Брендана Биэна, ирландского писателя, журналиста.
- 17 февраля — 350-летие со дня смерти Мольера, французского драматурга.
- 27 февраля — 200-летие со дня рождения Эрнеста Ренана, французского публициста.
- 3 марта — 200-летие со дня рождения Константина Ушинского, русского педагога, писателя.
- 7 марта — 100-летие со дня рождения Мило Дора, австрийского писателя и переводчика.
- 8 марта — 100-летие со дня рождения Вальтера Йенса, немецкого писателя, филолога, публициста, литературного критика.
- 10 марта — 150-летие со дня рождения Якоба Вассермана, немецкого писателя и новеллиста.
- 12 марта — 100-летие со дня рождения Святослава Сахарнова, советского детского писателя.
- 14 марта — 200-летие со дня рождения Теодора де Банвиля, французского поэта, драматурга, критика, журналиста и писателя.
- 15 марта — 300-летие со дня смерти Иоганна Христиана Гюнтера, немецкого поэта.
- 16 марта — 100-летие со дня рождения Валерия Медведева, советского и российского писателя.
- 25 марта — 150-летие со дня рождения Рудольфа Рокера, немецкого публициста.
- 27 марта — 100-летие со дня рождения Сюсаку Эндо, японского писателя.
- 5 апреля — 200-летие со дня рождения Николая Берга, русского поэта, переводчика.
- 12 апреля — 200-летие со дня рождения Александра Островского, русского драматурга.
- 22 апреля — 100-летие со дня рождения Полы Фокс, американской писательницы, журналистки, педагога, автора книг для детей и взрослых.
- 25 апреля — 150-летие со дня рождения Уолтера Джона Де ла Мара, английского поэта, писателя, романиста.
- 1 мая — 100-летие со дня рождения Джозефа Хеллера, американского прозаика-романиста.
- 17 мая — 150-летие со дня рождения Анри Барбюса, французского писателя, журналиста.
- 22 мая — 150-летие со дня смерти Алессандро Мандзони, итальянского писателя-романтика.
- 31 мая — 250-летие со дня рождения Людвига Тика, немецкого поэта, переводчика, драматурга.
- 31 мая — 75-летие со дня рождения Светланы Алексиевич, белорусской писательницы, журналистки.
- 1 июня — 100-летие со дня рождения Бориса Можаева, советского и российского писателя, сценариста.
- 6 июня — 100-летие со дня рождения Вирджинии Эндрюс, американской писательницы, романистки.
- 9 июня — 100-летие со дня смерти Такэо Арисимы, японского писателя.
- 10 июня — 100-летие со дня смерти Пьера Лоти, французского писателя.
- 14 июня — 100-летие со дня рождения Анны Джудит Гертруды Хелены Керр, британской писательницы.
- 22 июня — 125 лет со дня рождения немецкого писателя, представителя «потерянного поколения» Эриха Марии Ремарка.
- 24 июня — 100-летие со дня рождения Ива Бонфуа, французского поэта, прозаика, эссеиста и переводчика.
- 29 июня — 100-летие со дня смерти Фрица Маутнера, австрийского и немецкого журналиста, писателя, философа.
- 2 июля — 100-летие со дня рождения Виславы Шимборской, польской поэтессы.
- 11 июля — 300-летие со дня рождения Жана-Франсуа Мармонтеля, немецкого писателя, драматурга.
- 14 июля — 130-летие со дня рождения Владимира Маяковского, русского и советского поэта, драматурга, публициста.
- 25 июля — 100-летие со дня рождения Марии Грипе, шведской писательницы.
- 9 августа — 100-летие со дня рождения Николая Байтерякова, удмуртского поэта и переводчика.
- 10 августа — 200-летие со дня рождения Антонио Гонсалвеса Диаса, бразильского поэта, драматурга, лингвиста, фольклориста.
- 17 августа — 100-летие со дня рождения Робера Сабатье, французского прозаика и поэта.
- 25 августа — 100-летие со дня рождения Альваро Мутиса, колумбийского поэта и прозаика.
- 29 августа — 500-летие со дня смерти Ульриха фон Гуттена, немецкого поэта.
- 3 сентября — 50-летие со дня рождения Андрея Мартьянова, русского писателя, блогера, переводчика.
- 7 сентября — 100-летие со дня рождения Эдуарда Асадова, русского и советского поэта и прозаика.
- 8 сентября — 100-летие со дня рождения Расула Гамзатова, аварского советского поэта, прозаика, публициста, советского и российского общественного и политического деятеля, переводчика.
- 11 сентября — 100-летие со дня рождения Григория Бакланова, русского советского писателя, переводчика.
- 15 сентября — 100-летие со дня рождения Михаила Танича, советского и российского поэта-песенника.
- 26 сентября — 100-летие со дня рождения Александра Межирова, русского и советского поэта, переводчика.
- 3 октября — 150-летие со дня рождения Ивана Шмелёва, русского писателя, публициста.
- 3 октября — 150-летие со дня рождения Вячеслава Шишкова, русского советского писателя.
- 8 октября — 200-летие со дня рождения Ивана Аксакова, русского публициста, поэта.
- 15 октября — 100-летие со дня рождения Итало Кальвино, итальянского писателя, публициста.
- 22 октября — 100-летие со дня рождения Николая Доризо, русского советского и российского поэта, публициста.
- 1 ноября — 100-летие со дня рождения Гордона Диксона, американского писателя-фантаста.
- 14 ноября — 200-летие со дня рождения Михаила Лонгинова, русского литератора, писателя, поэта, мемуариста, библиографа.
- 14 ноября — 100-летие со дня рождения Льва Устинова, советского детского писателя и драматурга.
- 20 ноября — 100-летие со дня рождения Надин Гордимер, южноафриканской англоязычной писательницы.
- 4 декабря — 100-летие со дня смерти Мориса Барреса, французского писателя.
- 5 декабря — 100-летие со дня рождения Владимира Тендрякова, русского советского писателя.
- 12 декабря — 100-летие со дня смерти Реймона Радиге, французского писателя.
- 13 декабря — 150-летие со дня рождения Валерия Брюсова, русского поэта, прозаика, драматурга, переводчика, литературоведа, литературного критика.
- 17 декабря — 750-летие со дня смерти Джалаладдина Руми, персидского поэта.
- 20 декабря — 150-летие со дня рождения Мехмета Акифа Эрсоя, османского поэта.
- 24 декабря — 100-летие со дня рождения Юрия Гончарова, русского поэта.
- 25 декабря — 100-летие со дня рождения Рене Жирара, французского философа, культуролога, литературоведа.

#### Юбилей книги

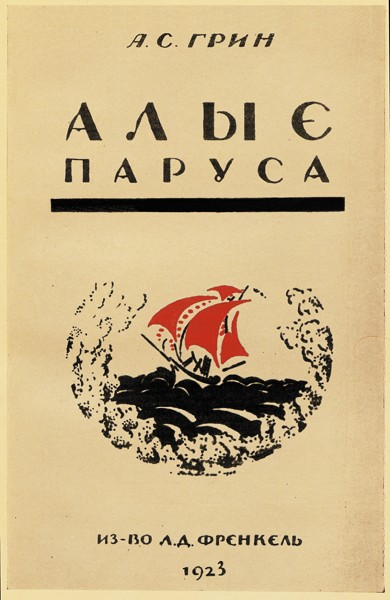
Обложка первого издания повести «Алые паруса»

- 100 лет со дня первой публикации повести-феерии Александра Грина «Алые паруса».
- 100 лет со дня основания американского журнала «Time».
- 100 лет со дня основания американского журнала «Weird Tales».
- 100 лет после первой публикации произведений:
  - «Бемби» (нем. Bambi. Eine Lebensgeschichte aus dem Walde) — роман австрийского писателя Феликса Зальтена.
  - «Похождения бравого солдата Швейка» (чеш. Osudy dobrého vojáka Švejka za světové války) — сатирический роман чешского писателя Ярослава Гашека.
  - «Ужас на Мартинз Бич» (англ. The Horror at Martin’s Beach), «Гипнос» (англ. Hypnos), «Затаившийся Страх» (англ. The Lurking Fear), «Память» (англ. Memory), «Что приносит Луна» (англ. What the Moon Brings) — рассказы американского писателя Говарда Филлипса Лавкрафта.
  - «Пророк» (англ. The Prophet) — книга ливанско-американского поэта и писателя Джебрана Халиля Джебрана.
  - «Остановившись у леса снежным вечером» (англ. Stopping by Woods on a Snowy Evening) — стихотворение американского поэта Роберта Фроста.
  - «Святая Иоанна» (англ. Saint Joan) — пьеса Бернарда Шоу.
  - «Сонеты к Орфею» (нем. Sonette an Orpheus) — сборник стихов Райнера Марии Рильке.
  - «Шутовской хоровод» (англ. Antic Hay) — юмористический роман Олдоса Хаксли.
  - «Кнок, или Торжество медицины»[фр.] (фр. Knok ou Le triomphe de la medecine) — пьеса Жюля Ромена.

## Премии

### Международные
- Нобелевская премия по литературе в 2023 году присуждена 64-летнему Юн Фоссе — норвежскому прозаику, поэту, драматургу.[81].
- Дублинская литературная премия — Катя Оскамп, «Marzahn, Mon Amour»[82].
- Премия Виленицы — Отто Тольнаи[83].
- Премия мира немецких книготорговцев — Салман Рушди[84].
- Премия Хьюго за лучший роман —
- Премия «Хьюго» за лучшую повесть —
- Премия «Хьюго» за лучшую короткую повесть —
- Премия «Хьюго» за лучший рассказ —
- АБС-премия:
  - номинация «Художественная проза» —
  - номинация «Критика и публицистика» —
- Премия имени О. Генри «Дары волхвов»
- Премия Агаты
- Международная Букеровская премия — Георгий Господинов, «Временное убежище» (англ. Time Shelter)[85].
- Международная детская литературная премия имени В. П. Крапивина:

### Австрия
- Австрийская государственная премия по европейской литературе — Мари Ндьяй, «Die Chefin: Roman einer Köchin»[86].

### Великобритания
- Букеровская премия — шорт-лист из шести книг будет составлен 21 сентября. Обладатель приза будет объявлен 26 ноября 2023 года.
- Женская премия за художественную литературу — Барбара Кингсолвер, «Demon Copperhead»[87].

### Германия
- Премия Георга Бюхнера —
- Бременская литературная премия — Томас Штангль[вд] за роман «Ртутный свет» (нем. Quecksilberlicht)[88].
- Лейпцигская книжная премия за вклад в европейское взаимопонимание — Мария Степанова[89].

### Испания
- Премия Сервантеса —
- Премия принцессы Астурийской — Харуки Мураками[90].
- Премия Надаля — Мануэл Вилас[исп.], «Nosotros».

### Россия
- «Большая книга»
- «Главкнига»
- Премия имени П. П. Бажова
- Литературная премия «НОС» (Новая словесность)
- Премия «Поэзия»
- Премия Александра Солженицына —
- Премия Андрея Белого:
  - номинация «Поэзия» — Данила Давыдов;
  - номинация «Проза» — Илья Долгов;
  - номинация «Гуманитарные исследования» — Надежда Плунгян;
  - номинация «За заслуги перед литературой» — Татьяна Никольская;
  - номинация «Литературные проекты/Критика» — Журнал «Флаги»[91]
- «Большая сказка»:
  - номинация «Сказка»:
    - Первое место —
    - Второе место —
    - Третье место —
- Премия имени В. Катаева —
- Премия «Лицей»:
  - номинация «Проза»:
    - Первое место — Владимир Хохлов, роман «Заневский проспект»;
    - Второе место — Ольга Шильцова, повесть «Хозяйка для Кербера»;
    - Третье место — Дарья Месропова, повесть «Мама, я съела слона».

  - номинация «Поэзия»:
    - Первое место — Степан Самарин;
    - Второе место — Сергей Скуратовский;
    - Третье место — Варвара Заборцева[92][93].
- «Писатель года»:
  - «Писатель года» —
  - Основная номинация «Писатель года»:
    - Первая премия —
    - Вторая премия —
    - Третья премия —

  - Номинация «Дебют» —
  - Номинация «Детская литература» —
- «Поэт года»:
  - «Поэт года» —
  - Основная номинация «Поэт года»:
    - Первая премия —
    - Вторая премия —
    - Третья премия —

  - Номинация «Дебют» —
- Премия А. В.Чаковского «Гипертекст»:
  - номинация «Поэзия» — Владислав Маленко;
  - номинация «Проза» — Павел Крусанов;
  - номинация «За вклад в литературный процесс» — Виктория Токарева;
  - номинация «Дебют» — Анна Гурина, Анна Долгарева, Полина Кондратенко, Игорь Озёрский, Анастасия Сопикова;
  - номинация «Русский перевод» — Еремей Айпин;
  - номинация «Литературный блогер»:

1. Сергей Ефимов, Telegram-канал «Сергей Orthodox»;
2. Дэви Наир, канал на Яндекс. Дзене «Литпульс»;
3. Иван Родионов, блог в ВКонтакте «сЧётчик»;
4. Станислав Секретов, блог в ВКонтакте «Хорошие книги»;
5. Наталья Суховейко, канал на Яндекс. Дзене «чопочитать»[94].

- «Премия имени Корнея Чуковского»[95]:
  - «Лучшее произведение в прозе для детей в возрасте до семи лет» — Галина Соболева, «Писатель Ёжиков и другие»;
  - «Лучшее произведение в прозе для детей в возрасте от 8 до 12 лет» — Александр Киселёв, «Жили-плыли пираты. Диктант с продолжением»;
  - «Лучший поэтический сборник для детей в возрасте до 7 лет» — Галина Дядина, «Я — Волшебник»;
  - «Лучший поэтический сборник для детей в возрасте от 8 до 12 лет» — Юлия Симбирская, «Летающие зонтики»;
  - «Лучший перевод на русский язык произведения для детей в возрасте до 7 лет» — Ольга Боченкова, за перевод книги Ванны Розенберг, «О чём поёт морской лев?»;
  - «Лучший перевод на русский язык произведения для детей в возрасте от 8 до 12 лет» — Мария Сухотина, за перевод книги Ривки Голчен, «Тайна Страны Невозможностей».
- Неистовый Виссарион:
  - Победитель премии «Неистовый Виссарион-2023» — Виктория Шохина;
  - Специальный приз «За творческую дерзость» — Кирилл Анкудинов;
  - Специальный приз «Перспектива» — Борис Кутенков;
  - Почётная премия «Неистовый Виссарион» за вклад в развитие критической мысли и книгу «Дышащий чертёж: Сны о поэтах и поэзии» — Ольга Балла;
  - Особое упоминание жюри — Александр Марков[96][97].
- Литературная премия «Чаша круговая» — Сергей Беляков и Слава Рабинович[98].
- Международная молодёжная премия «Восхождение» — лауреатов премии «Восхождение» 2023 года назовут в конце ноября.

### США
- Премия Эдгара Аллана По:
  - гроссмейтеры — Майкл Коннелли;
  - номинация «лучшая критическая/биографическая работа» — Мартин Эдвардс, «Криминальная жизнь: раскрытие истории тайн и их создателей» (англ. The Life of Crime: Detecting the History of Mysteries and Their Creators)[99][100];
  - Премия имени Эллери Куина — иллюстрированный журнал «Strand Magazine»[101];
  - премия Ворона — Эдди Мюллер[102];
  - премия «За лучший роман» — Даня Кукафка, «Заметки о казни» (англ. Notes on an Execution)[103];
  - премия «за лучший первый роман» — Эли Крэнор, «Don’t Know Tough»[104].
- Премия ПЕН/Фолкнер — Ли Июнь, «The Book of Goose»[105].
- Пулитцеровская премия за художественную книгу — Эрнан Диас, «Trust» и Барбара Кингсолвер, «Демон Медноголовый» (англ. Demon Copperhead)[106].
- Пулитцеровская премия за лучшую драму — Сааназ Тооси, «Английский» (англ. English)[107].
- Пулитцеровская премия за поэзию — Карл Филлипс, «Затем война: и избранные стихи, 2007—2020» (англ. Then the War: And Selected Poems, 2007-2020)[108].
- Всемирная премия фэнтези за лучшую повесть
- Всемирная премия фэнтези за лучший роман
- Всемирная премия фэнтези за лучший рассказ
- Медаль Эндрю Карнеги — Эд Йонг (за «An Immense World»)

### Финляндия
- Премия Рунеберга — Марья Кюллёнен[вд] (за «Vainajaiset»)

### Франция
- Гонкуровская премия —
- Премия Медичи —
  - премия «за лучшее зарубежное произведение» —
  - премия «за эссеистику» —
- Премия Фемина —
  - премия «зарубежному автору» —
  - премия «за эссеистику» —
- Премия Ренодо —

### Швеция
- Литературная премия Шведской академии — Сьон Сигурдссон[109].
- Премия памяти Астрид Линдгрен — Лори Холс Андерсон[110].

## Книги
- «Алая аура протопарторга. Абсолютно правдивые истории о кудесниках, магах и нечисти самой разнообразной» — Евгений Лукин.
- «Внучка» — Бернхард Шлинк.
- «Запасной» (англ. Spare) — мемуары принца Гарри, написанные совместно с журналистом Джоном Мёрингером.
- «Игра мистера Рипли» — Патриция Хайсмит.
- «Убийца в толпе. Шиллинг на свечи. Дело о похищении Бетти Кейн» — Джозефина Тэй, сборник романов.
- «Феликс и Незримый источник и другие истории» — Эрик-Эмманюэль Шмитт.

### Романы
- «Бронепароходы» — исторический роман Алексея Иванова.
- «Ветры дюны» — Брайан Герберт.
- «Во имя Науки! Убийства, пытки, шпионаж и многое другое» — Сэм Кин.
- «Воскресенская прогулка» (англ. Resurrection Walk) — Майкл Коннелли.
- «Город Победы» (англ. Victory City) — Салман Рушди.
- «Дом Кёко» — Юкио Мисима.
- «Наследники земли» — Ильдефонсо Фальконес.
- «Отряд отморозков: Миссия „Алсос“, или Кто помешал нацистам создать атомную бомбу» — Сэм Кин.
- «Роза» — Оксана Васякина.
- «Леон» — Марина и Сергей Дяченко.
- «Пути сообщения» — Ксения Буржская.
- «Четвёртое крыло» — Ребекка Яррос[англ.]
- «Яма» — Борис Акунин.

### Малая проза
- «Золотинка» — Евгения Некрасова, сборник рассказов.
- «Фантомные боли» — Юрий Поляков.

### Литературоведение
- «Незримый рой. Заметки и очерки об отечественной литературе» — Сергей Гандлевский.

### Публицистика
- «Конец режима. Как закончились три европейские диктатуры» — Александр Баунов.

## Умершие писатели и сценаристы

### Январь
- 1 января — Лисе Нёргор, датская писательница, 105 лет.
- 2 января:
  - Сюзи Макки Чарнас, американская писательница, 83 года;
  - Думитру Раду Попеску, румынский писатель, 87 лет.
- 4 января — Фэй Уэлдон, британская писательница, 91 год.
- 8 января — Алексей Иванович Слаповский, русский писатель, 65 лет.
- 9 января — Чарльз Симик, американский поэт сербского происхождения, 84 года.
- 12 января — Пол Джонсон, английский писатель, 94 года.
- 19 января — Нилмони Пхукан, ассамский и индийский поэт, 89 лет.
- 20 января — Григорий Канович, русский писатель, 93 года.
- 25 января — Тайдзиро Амадзава, японский поэт, детский писатель, 86 лет.
- 29 января — Дмитрий Васильевич Павлычко, советский и украинский поэт, 93 года.
- 30 января — К. В. Тирумалеш, индийский поэт, писатель, 82 года.
- 31 января — Хенрик Нордбрандт, датский писатель, 77 лет.

### Февраль
- 13 февраля — Андрей Левкин, латвийский и российский прозаик.
- 14 февраля — Марио Витти, итальянский филолог, 96 лет.
- 19 февраля — Ричард Белзер, американский комик в жанре «стендап», автор текстов, 78 лет.
- 22 февраля — Филип Зиглер, британский писатель-историк, биограф, 93 года.

### Март
- 1 марта — Аниза Кольц, люксембургская писательница, 94 года.
- 3 марта — Кэндзабуро Оэ, японский писатель, 88 лет.
- 5 марта — Клер Эчерли, французская писательница и поэтесса, 92 года.
- 11 марта — Джон Джейкс, американский писатель, 90 лет.
- 12 марта — Драгослав Михайлович, сербский писатель, 92 года.
- 14 марта — Рихард Вагнер, немецкий поэт и прозаик румынского происхождения, 70 лет.
- 17 марта:
  - Дубравка Угрешич, хорватская писательница, эссеист, 73 года;
  - Хорхе Эдвардс, чилийский писатель, 91 год.
- 20 марта — Майкл Ривз, американский писатель, 72 года.
- 26 марта:
  - Мария Кодама, вдова Хорхе Луиса Борхеса, 86 лет;
  - Д. М. Томас, британский писатель, поэт, 88 лет.

### Апрель
- 7 апреля — Рейчел Поллак, американская писательница, поэтесса, 77 лет.
- 8 апреля — Детлеф Блюм, немецкий писатель, издатель, 69 лет.
- 9 апреля — Хуб Остерхёйс, нидерландский поэт, 89 лет.
- 10 апреля — Энн Перри, британская писательница, 84 года.
- 11 апреля:
  - Станислав Митин, российский сценарист, 72 года.
  - Меир Шалев, израильский писатель, 74 года.
- 12 апреля — Эдуард Багиров, российский писатель, 47 лет.
- 14 апреля — Абель Поссе, аргентинский писатель, 89 лет.

### Май
- 4 мая — Анри Кулонж, французский писатель, 86 лет.
- 6 мая — Филипп Соллерс, французский писатель, 86 лет.
- 7 мая — Владимир Антонович Дыбо, советский и российский лингвист, 92 года.
- 13 мая — Сибилла Левичарофф, немецкая писательница, драматург, 69 лет.
- 15 мая — Евгений Козловский, российский писатель, драматург, 76 лет.
- 19 мая:
  - Мартин Эмис, английский прозаик и критик, 73 года.
  - Джевад Карахасан, боснийский писатель, драматург, 70 лет.
- 21 мая — Антон Арруфат, кубинский поэт, прозаик, драматург, 87 лет.

### Июнь
- 5 июня:
  - Владимир Голованов, советский и российский писатель, драматург, сценарист и поэт, 83 года;
  - Владимир Меерзон, советский и российский детский писатель, поэт, актёр, сценарист и режиссёр детской редакции, создатель детской передачи «Спокойной ночи, малыши!», 97 лет[111].
- 9 июня:
  - Анатолий Подолинный, украинский литературовед, эссеист, поэт, фольклорист, 83 года;
  - Глеб Анищенко, русский православный писатель, поэт, литературовед, публицист, 70 лет.
- 11 июня — Людмила Штерн, русская писательница, переводчица, журналистка, 88 лет.
- 13 июня:
  - Кормак Маккарти, американский писатель-романист, прозаик и драматург, сценарист, лауреат Пулитцеровской премии за роман «Дорога», 89 лет[112];
  - Владимир Барвенко, донской писатель, поэт, журналист, 79 лет[113].
- 15 июня — Богдан Урбанковский[пол.], польский писатель, эссеист, драматург[114].
- 17 июня — Мануэль Диас Мартинес, кубинский поэт и журналист, 86 лет.
- 20 июня — Марк Любомудров, русский писатель, публицист, театровед и общественный деятель, 91 год.
- 21 июня — Сергей Заплавный, русский советский писатель, прозаик, публицист и поэт, 81 год.
- 25 июня — Янко Станоев[болг.], болгарский писатель, 78 лет.
- 26 июня — Изабель Лакан, французская писательница, 68 лет.
- 28 июня:
  - Надежда Мальцева, русская поэтесса, переводчик, 78 лет;
  - Юрий Никитинский, украинский детский писатель и поэт, журналист, 52 года.
- 29 июня:
  - Анжел Вагенштайн, болгарский кинорежиссёр, сценарист, писатель и общественный деятель, 100 лет;
  - Ольга Кучкина, российская поэтесса, прозаик, журналистка, драматург, 87 лет[115].

### Июль
- 1 июля — Виктория Амелина, украинская писательница и поэтесса, 37 лет.
- 9 июля — Евгений Мамонтов, российский писатель, педагог, 58 лет.
- 11 июля — Милан Кундера, чешский и французский писатель-прозаик, переводчик, поэт, драматург, 94 года.
- 14 июля — Марк Гринберг, российский переводчик с французского, английского и немецкого языков, 69 лет[116].